# 米沢市市民文化会館
米沢市市民文化会館（よねざわししみんぶんかかいかん、Yonezawa City Cultural Hall）は、山形県米沢市中央1丁目10番2号にある多目的ホールである。

## 歴史
米沢市市制施行80周年記念事業の一環として、1974年（昭和49年）4月に開館した。
2006年（平成18年）には指定管理者制度を導入した。2015年（平成27年）には置賜地方最大規模の多目的ホールとして南陽市に南陽市文化会館が開館している。2016年（平成28年）には米沢市市民文化会館の南隣に、市立米沢図書館を中心とする複合施設のナセBAが開館した。

## 施設概要
- 構造：鉄骨鉄筋コンクリート構造、地上3階建
- 敷地面積：2346平方メートル[1]

ホール概要
- 舞台
  - 間口15m、奥行き9m、高さ6.5m[1]
- 照明
  - 総容量：300kVA[1]

会議室・準備室概要
- 面積：112.5平方メートル[1]

## 利用案内
開館時間
- 午前9時から午後10時

休館日
- 毎月第3水曜日、年末年始（12月29日から1月3日まで）、その他開館整備の為に必要な日

## 現地情報
所在地
- 〒992-0351 山形県米沢市中央1丁目10番2号

交通アクセス
- JR米沢駅からタクシーで約5分[2]
- 市民バス市街地循環路線（左回り）で「門東町3丁目」下車後徒歩
- 市民文化会館専用の駐車場はなく、建物すぐ近くにある"まちなか駐車場"を利用できる。153台収容であり、うち身障者等用3台。ナセBAと併用。